# СМ Кан
СМ Кан (на френски: Stade Malherbe de Caen, Стад Малерб дьо Кан, в някои български спортни медии се използва неправилното название Каен) е френски футболен отбор от град Кан, Нормандия. Клубът е кръстен на Франсоа дьо Малерб (1555 – 1628), поет, критик и преводач, който е родом от Кан.
През сезон 2003 – 04, Кан завършва 2-ри в Лига 2 и печели промоция за Лига 1. Въпреки някои положителни резултати, включително изненадващата победа с 3:2 в Марсилия, Кан изпада в последния кръг на сезон 2004 – 05, като губи от дома от ФК Истър с 2:3 и завършват на 18-о място. Като малка утеха остава достигането до финал за Купата на Френската лига, но го губят от Страсбург с 2:1 и отбора е лишен от историческо първо класиране в тернира за Купата на УЕФА.
На 25 май 2007 г. СМ Кан отново печели промоция за Лига 1, а с отбелязаните 66 гола, нападението е най-резултатното в Лига 2.

## Предишни имена
| Години      | Име                                                                                              |
| ----------- | ------------------------------------------------------------------------------------------------ |
| 1913 – 1988 | „Стад Малерб кане“ Stade Malherbe caennais                                                       |
| 1988 -      | „СМ Каен“ (Стад Малерб Кан Калвадос Бассе-Норманди) Stade Malherbe Caen Calvados Basse-Normandie |

## Успехи
- Лига 1:
  - 5-о място (1): 1992
- Лига 2:
  -  Шампион (2): 1995/96, 2009/10
- Купа на Франция:
  - 1/2 финал (1): 2017/18
- Купа на Френската лига:
  -  Финалист (1): 2005
- Дивизия 3:
  -  Шампион (2): 1974/75, 1979/80 (група Изток)

## Известни бивши футболисти
- Жан-Филип Кайе
- Беноа Кое
- Вилиам Галас
- Паскал Нума
- Жером Ротен
- Александър Мостовой
- Кенет Андершон